# Ferrier (Haïti)
Pour les articles homonymes, voir Ferrier (homonymie).
Ferrier (Ferye en créole haïtien), est une commune d'Haïti située dans le département du Nord-Est et l'arrondissement de Fort-Liberté.
La ville de Ferrier est située à une dizaine de kilomètres de Fort-Liberté.

## Démographie
La commune de Ferrier est située dans le département du Nord-Est à quelques kilomètres de la ville de Fort-Liberté. Selon le document intitulé Plan d’action Départemental pour l’Environnement Durable du Nord-est (PADED), la commune a une population de 13 096 habitants répondant au nom de Ferrois (se) (recensement par estimation de 2009).

## Histoire
La commune de Ferrier s'appelait autrefois « Maribaroux». Elle fut fondée en 1932 et élevé au rang de commune en 1946.

## Administration
La commune est composée d'une seule section communale : « Maribahoux ».
Son relief dominant est la plaine induisant que c’est un réservoir naturelle pour la collection d’eau et bien entendue implique ces points positifs et négatifs pour ses habitants. La commune de Ferrier avoisine une superficie de 72.5km2 et comprend une seule section communale dénomme troisième section Maribahoux. Ses limites administratives ont été ainsi définies : au Nord, la Baie de Mancenille, au Sud, La commune de Ouanaminthe, a l’Est la République Dominicaine et a l’Ouest, la commune de Fort liberté. Ferrier est une commune intérieure et frontalière.

## Économie
L'économie locale repose sur la culture des orangers, du tabac, du citron vert, du riz, du maïs, papaye, mangues et avocat. L'élevage procure également une source de revenu.
La commune Ferrier est électrifiée par la centrale électrique de carrefour Chivri.